# Lussemburgo
Il Lussemburgo (/lussemˈburɡo/), ufficialmente Granducato di Lussemburgo (in lussemburghese Groussherzogtum Lëtzebuerg; in francese Grand-Duché de Luxembourg; in tedesco Großherzogtum Luxemburg), è uno Stato dell'Unione europea senza affaccio sul mare, confinante con Germania, Francia e Belgio.
Il Lussemburgo è una monarchia costituzionale, l'unica al mondo ad essere retta da un Granduca.
Membro fondatore dell'Unione europea, della NATO, del Benelux e delle Nazioni Unite, la sua capitale, l'omonima città di Lussemburgo, è sede di numerose istituzioni e agenzie europee oltre a essere uno snodo finanziario di primaria importanza.

## Storia

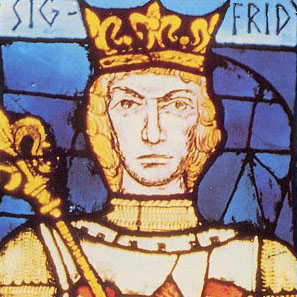
Sigfrido di Lussemburgo.

L'anno 963 segna l'inizio della storia del Lussemburgo con uno scambio tra il conte Sigfrido di Lussemburgo e l'Abbazia di San Massimino a Treviri. Sui resti di un castellu romano sul Bock chiamato Lucilinburhuc (che significa "piccolo castello"), Sigfrido fa costruire un castello attorno al quale, nel corso dei secoli, si sviluppa una città-fortezza. Nel 1354 la contea del Lussemburgo viene elevata al rango di un ducato del Sacro Romano Impero. Con l'estinzione della dinastia dei Conti di Lussemburgo (1443) viene prima integrato nello Stato borgognone di Filippo il Buono e quindi passa agli Asburgo di Spagna, all'interno dei Paesi Bassi spagnoli, pur annessa temporaneamente da Luigi XIV nel 1684 al Regno di Francia.
Nel 1815, dopo il Congresso di Vienna, viene ricreato lo Stato del Lussemburgo, sebbene controllato dal regno dei Paesi Bassi, da cui si rende indipendente nel 1839, pur perdendo tuttavia parte del suo territorio in favore del Belgio (l'attuale Provincia del Lussemburgo); il Belgio era divenuto indipendente dai Paesi Bassi nel 1830, così rompendo la continuità territoriale, il che faceva del Lussemburgo un'exclave. Una grave situazione economica porta alla unione doganale con la Prussia e il Lussemburgo nel 1842 diventa indirettamente un membro di questa Unione Doganale (Zollverein), da cui uscirà solo nel 1918. Nel 1890 il Granducato passa alla Casa di Nassau-Weilburg: Lussemburgo e Paesi Bassi avranno d'ora in poi sovrani diversi.
Dopo l'occupazione del Lussemburgo nella prima guerra mondiale, i negoziati del Trattato di Versailles nel 1918 confermano l'indipendenza del Paese. Nel maggio del 1940, la Germania nazista viola la neutralità del Lussemburgo e occupa il Granducato. Il regime nazista considerava il Lussemburgo come area tedesca (anche se i lussemburghesi erano contro il regime nazista). Il Paese, liberato dagli Alleati già nel settembre del 1944, è rioccupato dalle armate naziste nel corso della controffensiva delle Ardenne.
Nel 1944 il Paese aderisce al Benelux, associazione con Belgio e Olanda, nel 1948 è uno dei membri fondatori del Trattato di Bruxelles. Nel 1952 la città di Lussemburgo è sede della Comunità Europea del Carbone e dell'Acciaio (CECA). L'appartenenza alla Comunità economica europea (CEE) è il punto di partenza di un'espansione economica caratterizzata da una forte immigrazione. Nel 1985 la cittadina di Schengen acquista fama internazionale in virtù dell'omonimo trattato che viene firmato da alcuni Paesi europei, e che è alla base della libera circolazione delle persone all'interno dell'Unione europea.

## Geografia

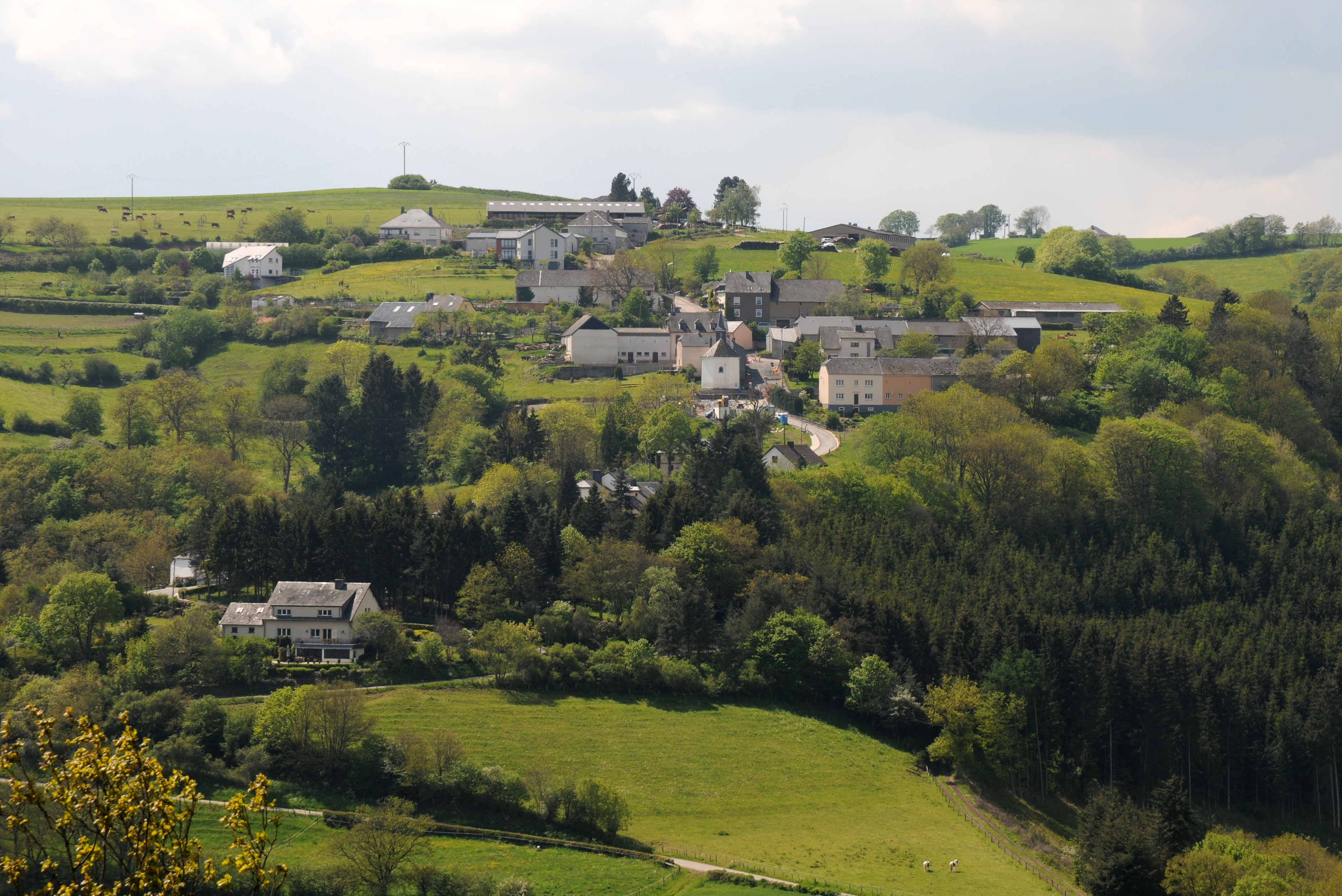
Tipica campagna lussemburghese vicino ad Alscheid

Il nord del Paese presenta colline e montagne basse, è solcato da numerose valli ed è compreso nel massiccio delle Ardenne, con la collina Kneiff come punto più alto a 560 metri. Anche la zona meridionale del territorio è collinare. I confini meridionali e orientali del Lussemburgo sono formati da fiumi, il più grande dei quali è la Mosella; da ricordare poi il Sauer, l'Alzette, l'Our. Il clima temperato, con inverni miti, favorisce lo sviluppo di boschi di caducifoglie.
La capitale, Lussemburgo, è la città più grande dello Stato. Altre città importanti sono Esch-sur-Alzette (denominata più comunemente Esch), a sud-ovest della capitale, insieme a Differdange e Dudelange.
L'Earth Overshoot Day, che indica a livello illustrativo il giorno nel quale l'umanità consuma interamente le risorse prodotte dal pianeta nell'intero anno, è il 15 febbraio. Il Lussemburgo è il Paese dell'UE il cui consumo supera di più le capacità del pianeta.

## Società
Racchiuso tra Francia, Germania e Belgio, il Lussemburgo è da sempre punto d'incontro tra le culture di questi tre paesi e oggi adotta quali ufficiali ben tre lingue: il lussemburghese, il francese e il tedesco.

### Religione
Dal 1980 il governo non può, per legge, raccogliere statistiche sulla fede e pratica religiosa. Una stima del CIA World Factbook dell'anno 2000 stabiliva che l'87% dei lussemburghesi fosse cattolico, inclusa la famiglia granducale, mentre il rimanente 13% fosse costituito da musulmani, protestanti, cristiani ortodossi, ebrei, di altra religione o nessuna religione. Un'indagine del 2010 stima che i cristiani siano il 70,4%, i musulmani il 2,3%, i non affiliati il 26,8% e di altra religione lo 0,5% della popolazione.

### Gruppi etnici
La popolazione immigrata in Lussemburgo crebbe durante tutto il XX secolo per via degli arrivi dal Belgio, dalla Francia, dall'Italia, dalla Germania e soprattutto dal Portogallo: nel 2013 ben 88 000 residenti nel Lussemburgo avevano la cittadinanza portoghese, saliti ad oltre 100 000 nel 2017. Nel 2013 la popolazione residente del Lussemburgo ammontava a 537 039 persone, il 44,5% delle quali straniere o di origine straniera; il maggiore gruppo etnico straniero era costituito dai portoghesi, che costituivano addirittura il 16,4% della popolazione totale del paese, seguito dai francesi (6,6%), dagli italiani (3,4%), dai Belgi (3,3%) e dai tedeschi (2,3%). Un ulteriore 6,4% dei residenti proveniva da un altro Paese membro dell'Unione europea, mentre il restante 6,1% era extracomunitario.
Sin dall'inizio delle guerre jugoslave, cominciarono ad arrivare in Lussemburgo numerosi immigrati dalla Bosnia ed Erzegovina, dal Montenegro e dalla Serbia. Annualmente, oltre 10 000 nuovi immigrati arrivano in Lussemburgo, soprattutto da stati membri dell'UE, ma anche dall'Europa orientale. Nel 2000 gli immigrati nel piccolo Lussemburgo erano già 162 000, ovvero il 37% della popolazione totale, a cui si aggiungevano i circa 5 000 immigrati clandestini presenti illegalmente che venivano stimati nel 1999.
Comunità di immigrati per numero:
1. Portogallo (100 460)
2. Francia (38 384)
3. Italia (21 877)
4. Belgio (21 008)
5. Germania (15 056)
6. Montenegro (9 065)
7. Regno Unito (6 946)
8. Serbia (6 282)
9. Paesi Bassi (4 734)
10. Spagna (4 241)

### Lingue e dialetti
L'articolo 29 della Costituzione del Lussemburgo stabilisce che l'uso delle lingue in ambito amministrativo e giudiziario sia regolato dalla legge. La legge sull'uso delle lingue ha disposto che il lussemburghese sia la lingua nazionale. Il lussemburghese è anche lingua ufficiale insieme al francese e al tedesco. Le tre lingue possono essere usate nelle amministrazioni e nei tribunali, mentre la lingua della legislazione rimane il francese.
Nella scuola primaria è utilizzato il lussemburghese, sostituito nella scuola secondaria da francese e tedesco. Il lussemburghese rimane materia di corsi nelle scuole secondarie e all'università ed è la lingua usata dal Parlamento. I documenti e le comunicazioni pubbliche sono invece generalmente redatti in francese o lussemburghese e talvolta il tedesco è usato come terza lingua.
Uno studio sociolinguistico, intitolato Baleine bis, effettuato tra novembre e dicembre del 2004 su un campione di 1708 individui residenti in Lussemburgo, ha fatto luce sulle competenze linguistiche medie della popolazione del Granducato, stabilendo che il francese è la lingua più parlata (dal 99% degli intervistati), seguita, nell'ordine, da lussemburghese (82%), tedesco (81%), inglese (72%), italiano (34%), portoghese (28%), spagnolo (22%) e nederlandese fiammingo (13%).
I documenti ufficiali (passaporto, comunicazioni governative, ecc.) sono generalmente scritti in francese. Il francese è generalmente la lingua utilizzata per le comunicazioni scritte destinate al pubblico (segnali stradali, cartelloni pubblicitari...), talvolta col lussemburghese; è anche la lingua più utilizzata come lingua principale nelle aziende (56%), seguita da lussemburghese (20%), inglese (18%) e tedesco (6%).
Il tedesco è molto presente nella stampa, in concomitanza col francese; è comune per i giornali alternare articoli in francese e articoli in tedesco, senza traduzione.
Le seguenti tabelle mostrano le statistiche sulle lingue parlate dai cittadini lussemburghesi:
| Lingua         | Numero di madrelingua | Percentuale della popolazione totale |
| -------------- | --------------------- | ------------------------------------ |
| Lussemburghese | 265 731               | 55,8%                                |
| Portoghese     | 74 636                | 15,7%                                |
| Francese       | 57 633                | 12,1%                                |
| Tedesco        | 14 658                | 3,1%                                 |
| Italiano       | 13 896                | 2,9%                                 |
| Inglese        | 10 018                | 2,1%                                 |
| Altra lingua   | 40 042                | 8,4%                                 |
| Totale         | 476 614               | 100%                                 |
| Fonti:         |                       |                                      |

| Anno           | 2005         | 2005           | 2005   | 2012         | 2012           | 2012   |
| Anno           | Lingua madre | Seconda lingua | Totale | Lingua madre | Seconda lingua | Totale |
| -------------- | ------------ | -------------- | ------ | ------------ | -------------- | ------ |
| Lussemburghese | 77%          | 13%            | 90%    | 82%          | N.D.           | N.D.   |
| Francese       | 6%           | 90%            | 96%    | 6%           | 80%            | 86%    |
| Tedesco        | 4%           | 88%            | 92%    | 2%           | 69%            | 71%    |
| Inglese        | 1%           | 60%            | 61%    | N.D.         | 56%            | N.D.   |
| Altra lingua   | 12%          | N.D.           | N.D.   | N.D.         | N.D.           | N.D.   |

In crescita è la diffusione della lingua portoghese: secondo il censimento del 2011, il 16,08% della popolazione del Paese è di nazionalità portoghese e il 15,7% parla il portoghese come lingua principale.

### Evoluzione demografica
Con 613 894 abitanti al 1º gennaio 2019, il Lussemburgo si conferma il secondo meno popoloso Stato membro dell'Unione europea dopo Malta (prima dell'ingresso nell'UE della piccola repubblica, il 1º maggio 2004, il Granducato di Lussemburgo era invece sempre stato il Paese meno popoloso della CEE/UE).
Con una popolazione stimata di circa 680 000 abitanti al 2025, Lussemburgo è la capitale del Granducato ed è uno dei paesi più densamente popolati d’Europa. Il comune urbano ospita circa 136 200 residenti al 31 dicembre 2024.
Città internazionale e centro finanziario, Lussemburgo è sede di numerose istituzioni dell’Unione europea, tra cui la Corte di giustizia dell’UE e la Banca europea per gli investimenti.
| Anno | Popolazione al 1º gennaio | Nascite | Tasso di natalità in ‰ | Tasso di fecondità totale (figli per donna) | Decessi | Tasso di mortalità in ‰ | Saldo migratorio |
| ---- | ------------------------- | ------- | ---------------------- | ------------------------------------------- | ------- | ----------------------- | ---------------- |
| 1960 | 313 050                   | 5 019   | 16,0                   |                                             | 3 716   | 11,8                    | 536              |
| 1965 | 330 000                   | 5 297   | 16,0                   |                                             | 4 057   | 12,2                    | 1 760            |
| 1970 | 338 500                   | 4 411   | 13,0                   |                                             | 4 154   | 12,2                    | 1 084            |
| 1975 | 357 400                   | 3 982   | 11,1                   |                                             | 4 370   | 12,2                    | 3 488            |
| 1980 | 363 450                   | 4 169   | 11,4                   |                                             | 4 113   | 11,3                    | 1 344            |
| 1985 | 366 202                   | 4 104   | 11,2                   |                                             | 4 027   | 11,0                    | 931              |
| 1990 | 379 300                   | 4 936   | 12,9                   | 1,60                                        | 3 773   | 9,9                     | 3 937            |
| 1995 | 405 650                   | 5 421   | 13,3                   | 1,70                                        | 3 797   | 9,3                     | 4 326            |
| 2000 | 433 600                   | 5 723   | 13,1                   | 1,76                                        | 3 754   | 8,6                     | 3 431            |
| 2005 | 461 230                   | 5 371   | 11,5                   | 1,63                                        | 3 621   | 7,8                     | 6 106            |
| 2010 | 502 066                   | 5 874   | 11,6                   | 1,63                                        | 3 760   | 7,4                     | 7 660            |
| 2015 | 562 958                   | 6 115   | 10,7                   | 1,47                                        | 3 983   | 7,0                     | 11 159           |

#### Proiezioni demografiche
La seguente tabella illustra le stime dell'Eurostat sulla popolazione del Lussemburgo avendo come base di riferimento i dati del 2015:
| Anno            | Popolazione (al 1º gennaio) - Proiezione |
| --------------- | ---------------------------------------- |
| 2020            | 628 950                                  |
| 2030            | 754 522                                  |
| 2040            | 860 808                                  |
| 2050            | 938 416                                  |
| 2060            | 992 924                                  |
| 2070            | 1 035 348                                |
| 2080            | 1 066 377                                |
| Fonte: Eurostat |                                          |

## Ordinamento politico

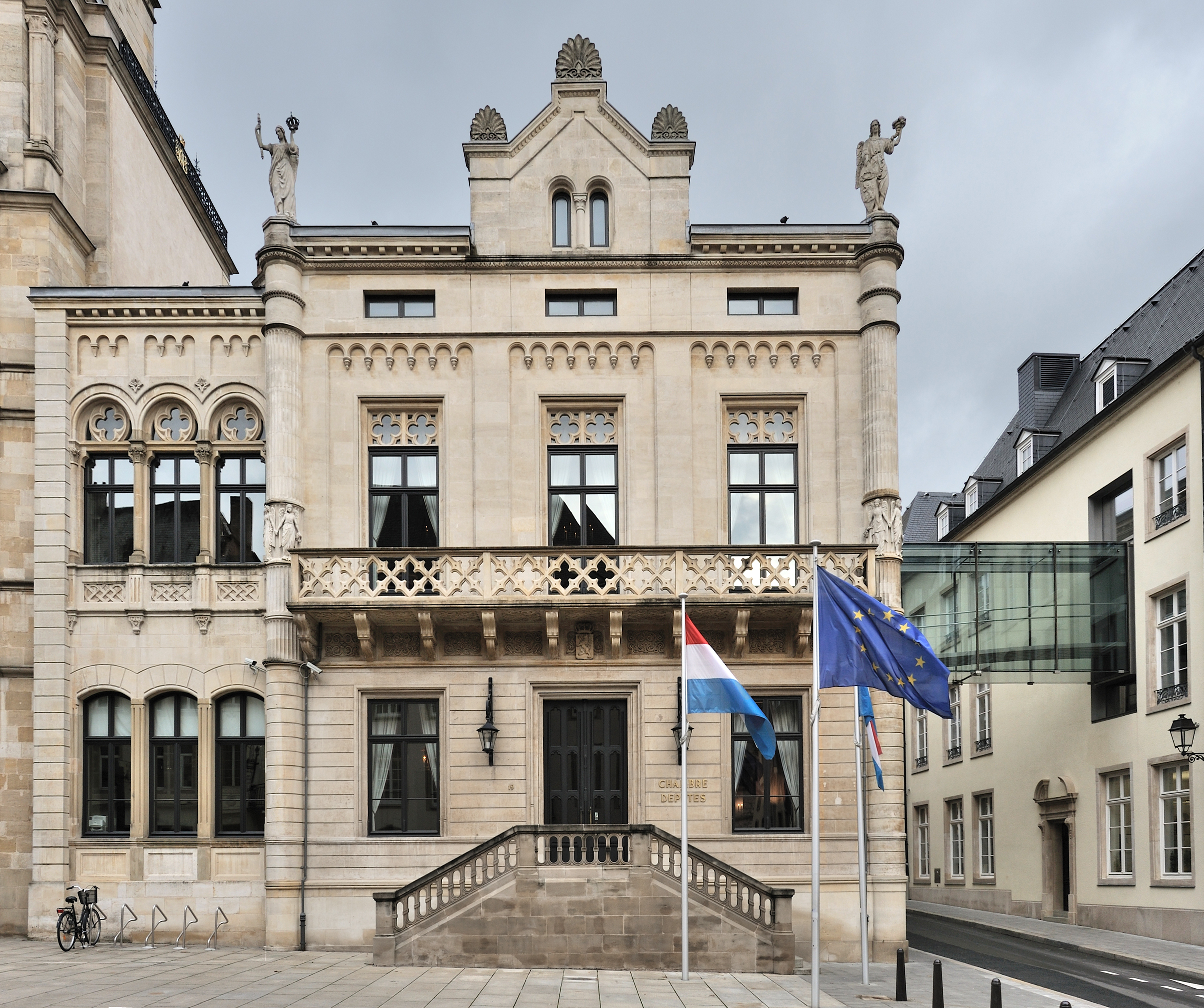
Il palazzo della camera dei deputati, il parlamento del Lussemburgo

Il Lussemburgo è una monarchia costituzionale ereditaria di tipo monista. Il potere legislativo è affidato ad un parlamento unicamerale costituito da 60 deputati, accanto al quale è previsto un "Conseil d'État" (Consiglio di Stato) con poteri consultivi. Al Governo spetta il potere esecutivo.
La Costituzione del Lussemburgo (in lussemburghese Lëtzebuerger Konstitutioun; in francese Constitution du Luxembourg) è del 17 ottobre 1868.

### Suddivisioni amministrative
Date le sue esigue dimensioni, paragonabili sia dal punto di vista territoriale che demografico a una provincia degli Stati confinanti, il Lussemburgo è amministrativamente diviso unicamente in 102 comuni, dei quali 12 hanno lo status di città.
I comuni sono raggruppati in dodici cantoni con finalità unicamente statistiche ed elettorali.

### Esercito del Lussemburgo
L'Esercito del Lussemburgo è un esercito regolare di stampo europeo. Capo dell'esercito è il Granduca in persona che ricopre quindi anche il titolo di comandante delle forze armate lussemburghesi. Attualmente l'esercito del Lussemburgo conta circa 1 000 soldati che possono giungere fino a più di 50 000 in caso di necessità. Il suo esercito è impegnato in molte missioni di pace soprattutto in Bosnia ed Afghanistan nell'ambito delle missioni internazionali dell'ONU e della NATO.
Il 30 settembre 2015 la Camera dei deputati ha evocato l'idea di costruire il primo ospedale militare a Diekirch, progetto che sarebbe collegato all'inaugurazione di una stazione militare di comunicazione satellitare. In seguito alle richieste della NATO di aumentare il PIL in spese militare a livello di 2%, il ministro della Difesa lussemburghese ha reso noto che a partire dal 2020 il Paese si è impegnato a passare a un PIB di 0,6%, contro gli 0,4% attuali.
In seguito agli attentati del 13 novembre 2015 che hanno colpito Parigi il ministro della Difesa, Etienne Schneider ha riferito che il Paese manderà delle truppe in Mali in rinforzo all'armata francese, schierata dal 2012 contro il terrorismo islamico nella regione.

## Istruzione

### Università
Il Granducato di Lussemburgo, attualmente, dispone di una sola università: l'Università del Lussemburgo, fondata il 12 agosto 2003.

## Festività e ricorrenze nazionali
| Data                                                      | Nome                                    | Significato |
| --------------------------------------------------------- | --------------------------------------- | --- |
| 23 giugno                                                 | Festa nazionale del Lussemburgo         | compleanno del Granduca (di fatto della Granduchessa Carlotta di Lussemburgo)                                                   |
| 3ª Domenica dopo Pasqua fino alla 5ª domenica dopo Pasqua | Muttergottesoktav od Octave celebration | in onore della Madonna del Lussemburgo, Maria Mutter Jesu, Consolatrix Afflictorum, Patrona Civitatis et Patriae Luxemburgensis |

Note: il compleanno della Granduchessa Carlotta di Lussemburgo in effetti ricorre il 23 gennaio, ma per ragioni climatiche viene celebrato il 23 giugno.
La 3ª Domenica dopo Pasqua si celebra il Muttergottesoktav (dal lussemburghese Madre di Dio) (o Octave Celebration): è una delle maggiori celebrazioni religiose annuali in Lussemburgo. Si inizia appunto la 3ª domenica dopo Pasqua e si chiude con la Processione dell'Ottava la 5ª domenica dopo Pasqua. Onora la Madonna del Lussemburgo, Maria Mutter Jesu, Consolatrix Afflictorum, Patrona Civitatis et Patriae Luxemburgensis.

## Economia
L'economia del Lussemburgo è largamente basata sul settore bancario, sulla produzione dell'acciaio e sull'industria. Il Lussemburgo, infatti, pur essendo soprannominato "Cuore verde d'Europa" ha un'economia altamente industrializzata e ad alta intensità di esportazioni, che gode di un grado di prosperità senza pari tra le democrazie industrializzate.
Il reddito pro capite dei lussemburghesi si attesta a 106 406 dollari (nominali), il più alto al mondo, mentre a parità di potere d'acquisto si aggira sui 77 958 $, che colloca i lussemburghesi al secondo posto dietro agli abitanti del Qatar.
L'economia lussemburghese è basata prevalentemente sui servizi, che creano l'86% del PIL, mentre i contributi dell'industria e dell'agricoltura sono rispettivamente pari al 13,6% e 0,4%.
Il settore agricolo, piccolo, ma molto produttivo, è altamente sovvenzionato, soprattutto da parte dell'Unione europea con la Politica agricola comune (PAC), cui si aggiungono alcuni contributi statali. Tale settore oggi impiega circa l'1% - 3% della forza lavoro. I prodotti di maggiore importanza sono il latte e la carne. Inoltre, i vigneti della Valle della Mosella producono ogni anno circa 15 milioni di litri di vino bianco secco, per la maggior parte consumato in Lussemburgo, ma in parte esportato in Germania, Francia e Belgio.
Lo sviluppo industriale in Lussemburgo ebbe una svolta storica nel 1876 con l'introduzione delle tecniche della metallurgia inglese. Da quel momento si è sviluppato un ampio settore siderurgico che è oggi il più importante dell'industria lussemburghese.
L'industria del ferro e dell'acciaio si trova prevalentemente lungo il confine francese. Tale industria occupa il 3,9% della forza lavoro, ossia il 22% degli occupati nell'industria, e produce l'1,8% del PIL. Inoltre, le esportazioni di acciaio costituiscono il 29% delle esportazioni di merci.
Tuttavia, negli ultimi decenni vi è stato un relativo declino del settore siderurgico, compensato però dal forte sviluppo del Lussemburgo come settore finanziario.
Il settore bancario è il più grande settore dell'economia lussemburghese. In particolare, il Paese si è specializzato nei fondi di investimento transfrontalieri. Alla fine di marzo 2009, in Lussemburgo erano presenti 152 banche, con oltre 27 000 dipendenti.
La stabilità politica, le buone infrastrutture, la vicinanza coi grandi Paesi europei, la presenza di personale qualificato e multilingue e la lunga tradizione di segreto bancario hanno contribuito alla crescita del settore finanziario.
Il Lussemburgo sta investendo nel settore cinematografico, più precisamente nel settore dei cortometraggi e coproduzioni. L'industria cinematografica lussemburghese ha ottenuto un premio Oscar per il cortometraggio franco-lussemburghese Mr Hublot a gennaio del 2014.

### Infrastrutture
Il Lussemburgo, trovandosi al centro dell'Europa tra Francia, Belgio e Germania, ha sviluppato un'ottima rete ferroviaria e stradale. Molte sono le autostrade e ottimi sono i collegamenti ferroviari, tra cui il TGV francese che collega Lussemburgo con Parigi in due ore e cinque minuti.
Nel Granducato è presente anche un aeroporto internazionale, ubicato nel comune di Findel, a 6 km dal centro della capitale.
Dal 1º marzo 2020 il Lussemburgo offre il trasporto pubblico gratuito per tutti sull'intera rete nazionale per ridurre l'inquinamento dovuto alla circolazione degli autoveicoli: è il primo Paese al mondo a prendere tale provvedimento.

## Cultura

### Letteratura
Il Codex Mariendalensis viene considerato il testo fondatore della letteratura lussemburghese

Nel XIX secolo si distinse Michel Rodange, autore del poema epico Renert , basato sul modello dei racconti medievali del Roman de Renart, ma sviluppato in chiave culturale nazionale sul carattere e i valori del Lussemburgo.
Nel XX secolo si afferma la figura dello scrittore Hugo Gernsback (1884-1967): naturalizzato statunitense, coniò il termine science fiction (fantascienza) e ideò la prima rivista di fantascienza Amazing Stories, dal cui primo numero viene fatta risalire la nascita del genere fantascientifico: 10 marzo 1926. Nel XXI secolo spicca Jean Back , primo scrittore lussemburghese a vincere il Premio letterario dell'Unione europea, nel 2010, col romanzo Amateur.

### Arte
In campo artistico nel XX secolo spicca la figura del pittore Joseph Kutter; e ancora importante la figura dell'artista Michel Majerus, che fuse la pittura con l'arte digitale.

### Patrimoni dell'umanità
La Città di Lussemburgo: i suoi vecchi quartieri e fortificazioni sono il primo sito del Lussemburgo iscritto, nel 1994, nella Lista dei patrimoni dell'umanità dell'UNESCO.

### Musica
Nel panorama musicale lussemburghese possiamo ricordare Camillo Felgen e Monique Melsen.

### Cinema
In ambito cinematografico, diversi riconoscimenti sono andati al film Io sto bene (2020) , del regista lussemburghese Donato Rotunno, presentato al Festival del Cinema di Roma 2020: Alice nella città-Concorso, e in concorso al Festival del Film di Mons, in Belgio.

### Scienza

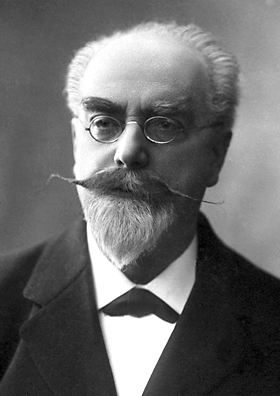
Gabriel Lippmann, nel 1908.

In campo scientifico ricordiamo il fisico franco-lussemburghese Gabriel Lippmann, Premio Nobel per la fisica, nel 1908, che diede un contributo al metodo per ottenere delle fotografie a colori.

### Lussemburgo nello spazio
- 11 dicembre 1988: viene lanciato Astra 1A, il primo satellite lussemburghese.

## Turismo

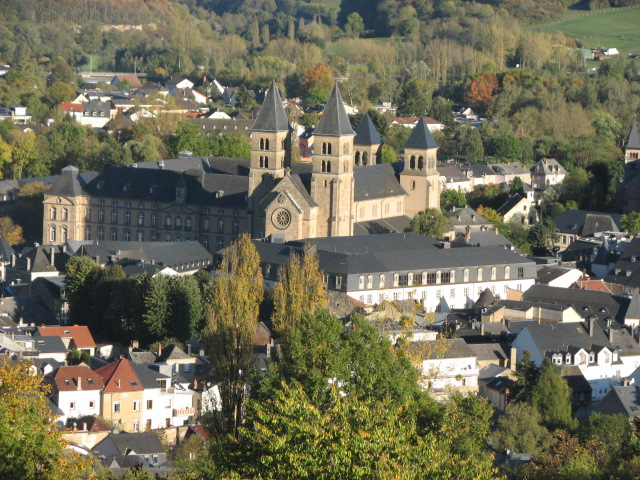
L'Abbazia di Echternach.
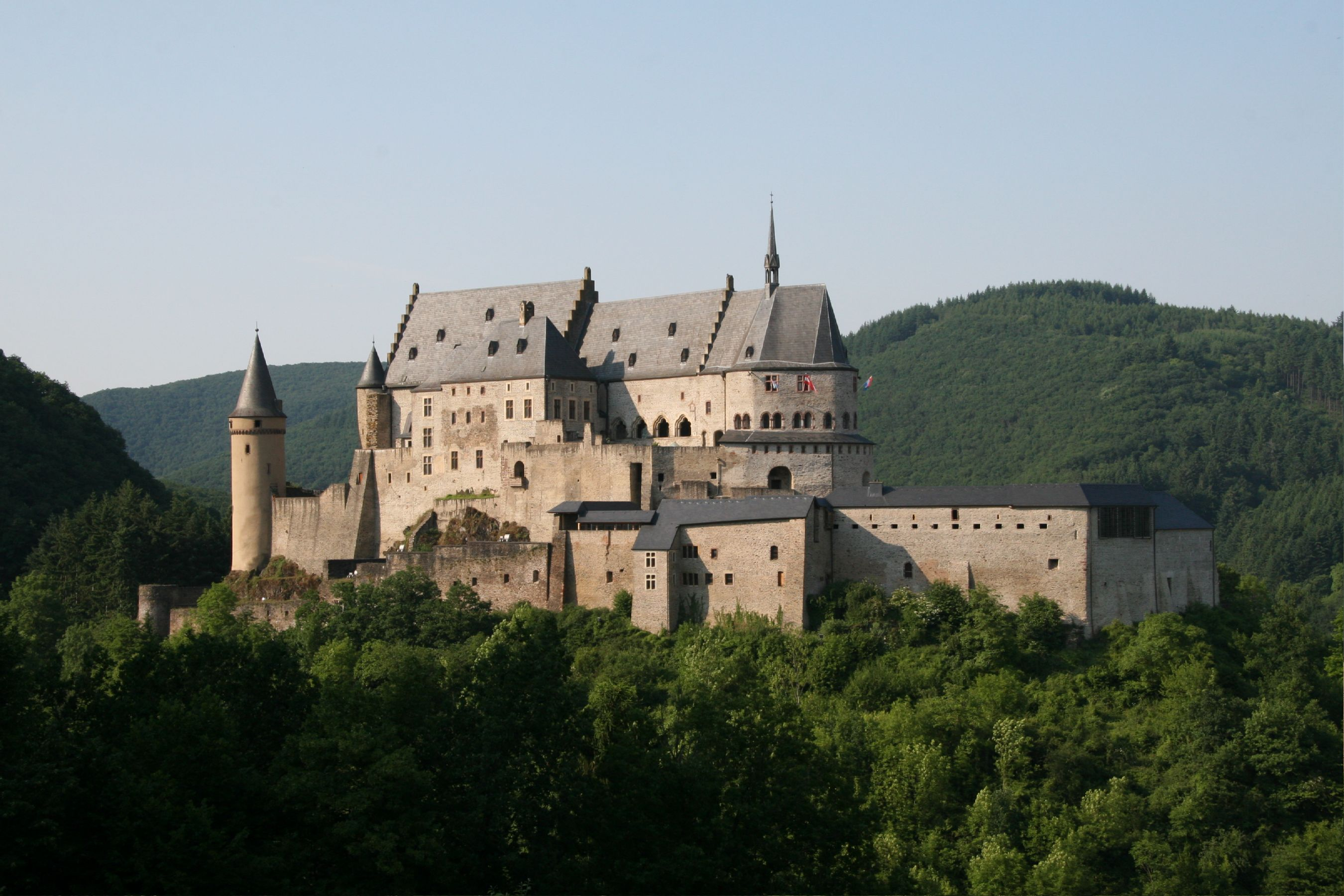
Il Castello di Vianden.
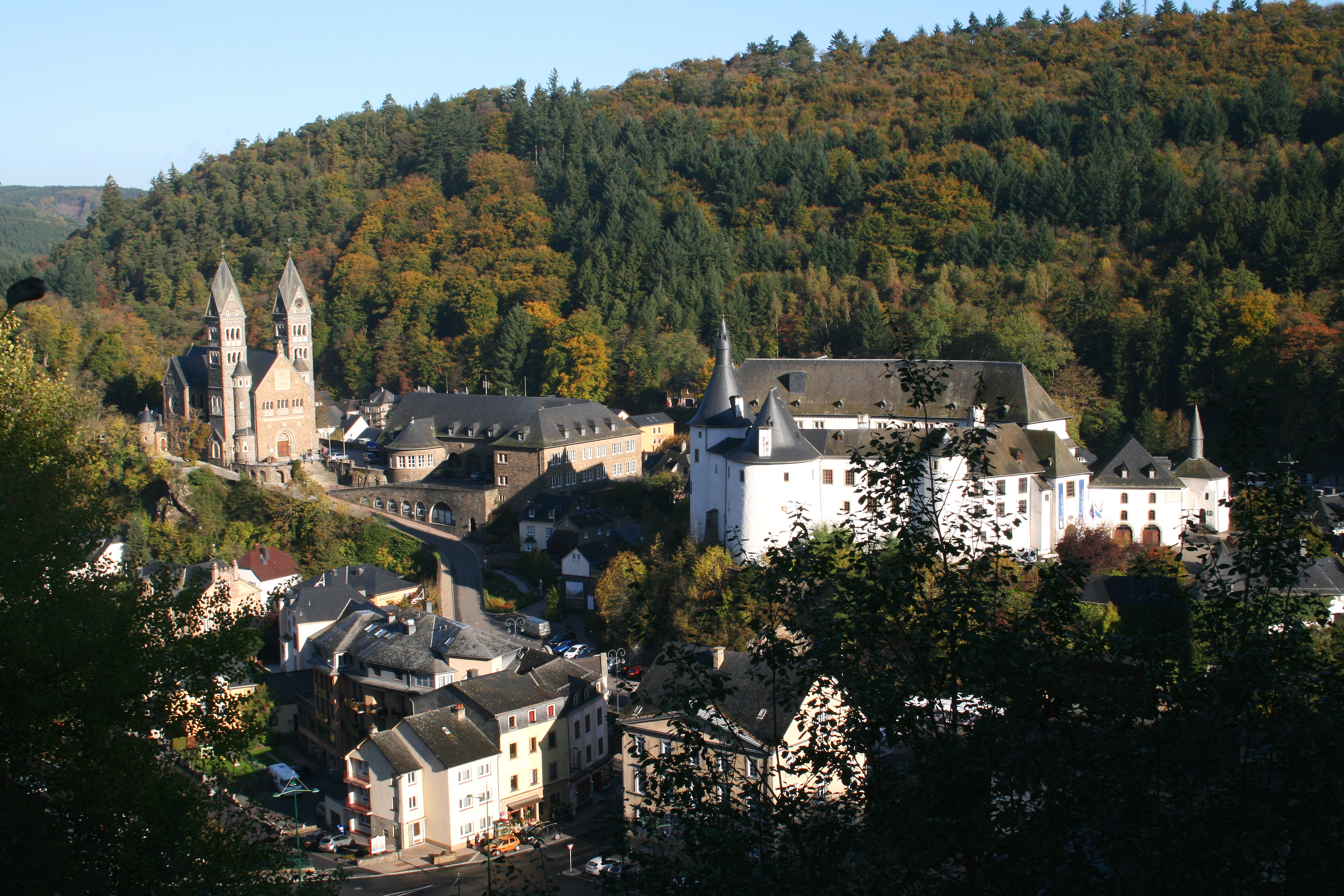
Veduta di Clervaux.
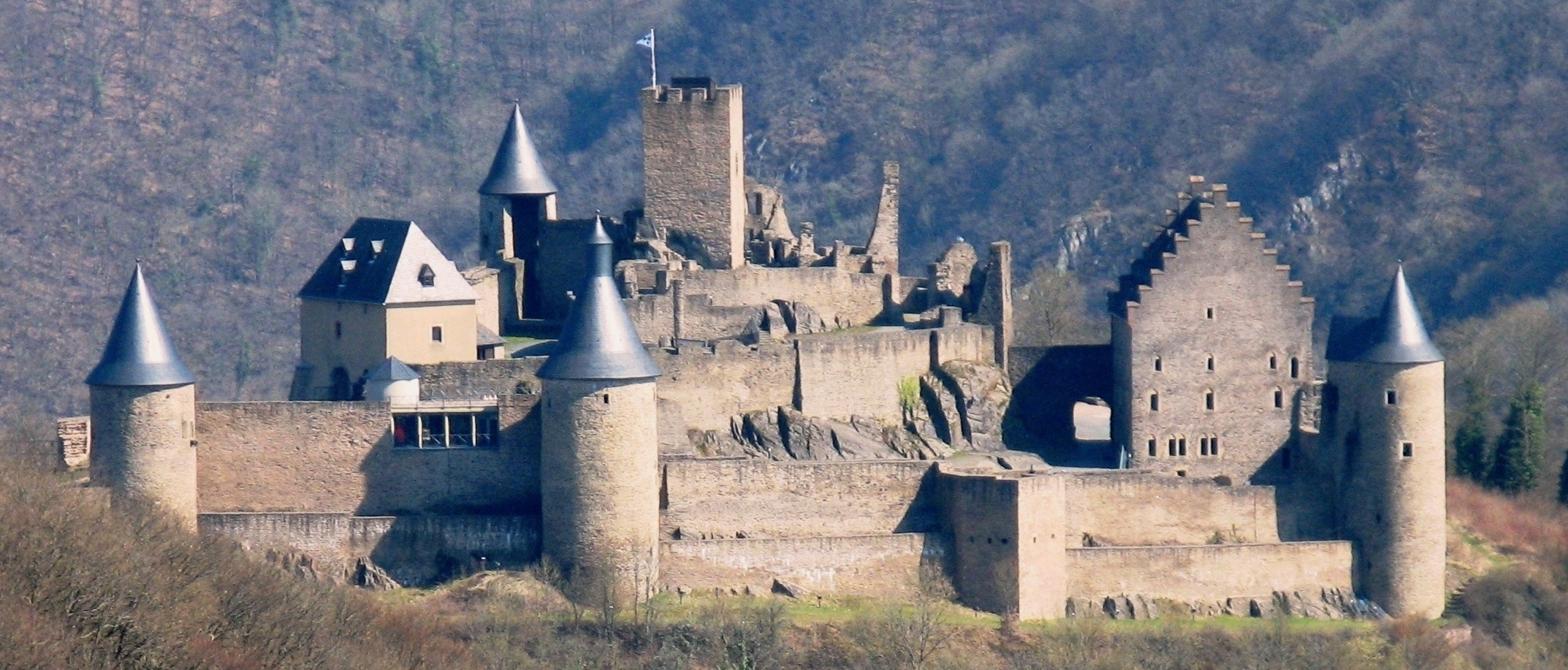
Il Castello di Bourscheid.

Nonostante le dimensioni ridotte, il Lussemburgo propone diverse attrazioni turistiche: dai vigneti della Mosella, alle case feudali del Medioevo attraverso i siti di controllo dell'acciaio. Tra queste vi sono le casematte del Bock e della Petrusse; si tratta di una rete di 17 km di tunnel sotterranei e più di 40000 m² di rifugi anti-bombardamenti in piena città. Durante le due guerre mondiali sono serviti come rifugio per proteggere fino a 35 000 persone in caso di raid aerei o bombardamenti.
Nel 1994 sono state iscritte dall'UNESCO nella lista del Patrimonio mondiale, tra l'altro insieme alla città vecchia del Grund. Le gallerie che attirano ogni anno migliaia di turisti, sono una delle principali attrazioni della capitale. Da ricordare anche Mullerthal, caratterizzata da numerose colline formate da rocce di arenaria dalle forme sorprendenti con delle foreste incontaminate.
La città di Lussemburgo è l'unica città ad essere stata designata due volte capitale europea della cultura, nel 1995 e nel 2007. Tra i musei d'arte va ricordato il Mudam, inaugurato il 1º luglio 2006 e progettato dal cinese Ieoh Ming Pei, famoso per aver creato la piramide in vetro del museo del Louvre di Parigi e la Villa Vauban rinnovata nel 2011 e circondata da un parco fiorito.
Sul territorio lussemburghese sono presenti 109 castelli medievali. Molti dei castelli del Granducato sono di proprietà dello Stato e sono gestiti da associazioni private costituite da volontari. Il servizio dei siti nazionali e monumenti è responsabile per il restauro e manutenzione dei castelli. I più famosi sono certamente il castello di Vianden (situato in un piccolo villaggio nelle Ardenne, dove si può inoltre prendere una seggiovia per ammirare il paesaggio),il castello di Bettembourg il castello di Clervaux e il castello di Bourscheid.
A Bettembourg (Sud del Paese) è situato il Parc Merveilleux, uno zoo creato prevalentemente per i bambini, dove essi possono ammirare degli animali provenienti dai cinque continenti del pianeta.
Verso metà agosto, nel cuore della capitale lussemburghese, prende forma uno dei più grandi Luna Park d'Europa, la Schueberfouer, per una durata di tre settimane.
Il periodo migliore per visitare il Granducato è d'estate: il 23 giugno si celebra la festa nazionale. Nelle strade della capitale e delle altre città trovano spazio concerti e feste all'aria aperta. Tuttavia, anche la primavera è un periodo adatto; il 9 aprile si tiene a Lussemburgo città ed a Nospelt la tradizionale Emaischen, un mercato all'aperto dove ogni commerciante vende uccelli in ceramica in cui tramite dei buchi si può soffiare, creando dei versi simili a quelli degli uccelli.
Città interessanti da visitare:
- Echternach: piccola città medievale, situata a est della capitale lussemburghese. Si possono ammirare: l'Abbazia di Echternach, il museo della preistoria, la casa gotica (una delle più grandi ville al nord delle Alpi). A partire da maggio, la città offre una larga scelta culturale e musicale - concerti come il Festival Internazionale di Echternach, che invitano ad ascoltare musica classica. Ogni anno, nel mezzo del mese di luglio, viene organizzato ai margini del grande lago di Echernach, il World Balloon Trophy; una competizione di mongolfiere, con tanto di animazioni luminose e acustiche.
- Vianden: senza dubbio uno dei luoghi turistici più importanti del Granducato; la piccola cittadina di Vianden è un vero e proprio gioiello medievale, situato nel mezzo di boschi e riviere. Non a caso, Victor Hugo vi si fermò in diverse occasioni, descrivendo la sua bellezza in prosa, in poesia e in alcuni disegni. Il castello di Vianden, il più grande castello fortificato del Paese, merita di essere visitato. Essendo posizionato su un altopiano, è possibile visitarlo con una seggiovia, che lo collega al centro della città. Il secondo sabato del mese di ottobre di ogni anno, si celebra la festa della noce[39], che offre un mercato culinario dove tutte le prelibatezze sono fatte a base di noci, raccolte nella regione.
- Clervaux: piccola città situata nel cuore delle Ardenne lussemburghesi. Il castello di Clervaux è un testimone di un passato prestigioso durante la Seconda guerra mondiale. Accoglie al suo interno una serie di esposizioni fotografiche. Vicino a Clervaux, è situato il Parco naturale dell'Our[40].
- Grevenmacher: ai bordi della Mosella, dove vengono prodotti vini bianchi e crémant di alta qualità (tra cui Riesling, Chardonnay, Pinot gris, Pinot blanc). Interessante dunque visitare le numerose cantine locali per una degustazione, e passeggiare per i numerosi sentieri tra le vigne. Nel periodo estivo, è possibile svolgere attività acquatiche come il jet ski. A Grevenmacher è presente il Giardino delle farfalle[41], recentemente rinnovato, dove è possibile ammirare farfalle di tutti i colori, originarie dei tropici.
- Wiltz: denominata la capitale delle Ardenne lussemburghesi, Wiltz è situata nelle vicinanze di un lago e del Parco naturale della Haute-Sûre. La città organizza ogni anno diverse manifestazioni interessanti, come il Festival europeo del teatro e della musica[42] in estate, le settimane gastronomiche «cinghiale» e la Nuits des lampions.[43]

Altre attrattive turistiche sono il Castello di Berg, sede ufficiale dei Granduchi del Lussemburgo, e il celebre Ponte della Granduchessa Carlotta, terminato nel 1966 e costruito in onore della Granduchessa Carlotta di Lussemburgo; si tratta del principale ponte lussemburghese e di un fondamentale crocevia cittadino.

## Sport

### Ciclismo
Lo sport più praticato è il ciclismo. Il Lussemburgo ha dato i natali a molti grandi campioni di questo sport, a cominciare da François Faber (vincitore del Tour de France 1909), Nicolas Frantz (doppio vincitore del Tour de France 1927 e 1928), Charly Gaul (vincitore del Tour de France 1958, del Giro d'Italia 1956 e 1959), Kim Kirchen, i fratelli Fränk (vincitore del Giro di Svizzera 2010) ed Andy Schleck (vincitore del Tour de France 2010) fino a Bob Jungels, vincitore della classifica giovani al Giro d'Italia 2016 e al Giro d'Italia 2017, nonché vincitore della Liegi-Bastogne-Liegi nel 2018.
Fra le donne, la ciclista più famosa è stata Elsy Jacobs, prima campionessa del mondo della storia della manifestazione femminile a Reims nel 1958.

### Atletica
Nell'atletica eccelse Joseph Barthel, vincitore della medaglia d'oro alle Olimpiadi di Helsinki del 1952, dove trionfò nei 1500 metri piani: fu il primo oro olimpico per il Lussemburgo.

### Sci alpino
Nello sci alpino va ricordato Marc Girardelli, austriaco, ma naturalizzato lussemburghese, sciatore polivalente vincitore di cinque Coppe del Mondo generali di sci alpino.

### Tennis
Nel tennis si è messo in luce Gilles Müller, della cittadina di Schifflange, capace di raggiungere i quarti di finale agli US Open 2008.

### Calcio
Anche il calcio è molto popolare in Lussemburgo. Da notare il netto miglioramento della Nazionale di calcio lussemburghese, che nel settembre 2018 ha occupato nel ranking FIFA l'82º posto, ovvero il migliore ottenuto finora dai Roud Leiwen.
Il massimo campionato di calcio è la Division Nationale (BGL Ligue), composta da 14 squadre. Sebbene il livello del campionato sia semi-amatoriale, negli ultimi 8 anni i club lussemburghesi sono anch'essi in netto miglioramento sulla scena europea, con esempi come l'FC Progrès Niedercorn, che durante i preliminari d'Europa League 2017-2018 è riuscito a eliminare gli scozzesi dei Rangers con un punteggio complessivo di 2-1, oppure l'F91 Dudelange, che è diventato nella stagione 2018-2019 il primo club lussemburghese ad essersi qualificato per l'Europa League, eliminando i kosovari del Drita, i campioni in carica polacchi del Legia Varsavia e i campioni in carica romeni del CFR Cluj.

### Giochi olimpici
La prima medaglia olimpica per il Lussemburgo fu la medaglia d'argento nel sollevamento pesi vinta da Joseph Alzin, ad Anversa 1920, mentre la prima medaglia d'oro fu vinta nell'atletica leggera da Joseph Barthel, ad Helsinki 1952.

### Altri avvenimenti sportivi
Il Lussemburgo partecipa ai Giochi dei piccoli stati d'Europa e ne ha ospitato due edizioni (nel 1995 e nel 2013).

## Gastronomia
La cucina lussemburghese è in parte influenzata dalla cucina tedesca e francese, e per certi aspetti anche da quella italiana. Il piatto tipico, in genere, si basa sulla carne di maiale con aggiunta delle fave.